# Centre de recherche et d'innovation sur le sport
Pour les articles homonymes, voir Cris (homonymie).
Vous pouvez aider à l'améliorer ou bien discuter des problèmes sur sa page de discussion.
- Il ne cite pas suffisamment ses sources. Vous pouvez indiquer les passages à sourcer avec {{référence nécessaire}} ou {{Référence souhaitée}}, et inclure les références utiles en les liant aux notes de bas de page. (Marqué depuis janvier 2022)
- Il provient essentiellement de <lien absent>, ou recopie cette source, en partie ou en totalité. Cette source est libre de droits, mais elle peut être trop ancienne ou peu objective. Améliorez la pertinence et la neutralité de l’article à l'aide de sources plus récentes. (Marqué depuis janvier 2022)
- Il est à actualiser. Certains passages sont obsolètes ou annoncent des événements désormais passés. (Marqué depuis janvier 2022)

- Archive Wikiwix
- Bing
- Cairn
- DuckDuckGo
- E. Universalis
- Gallica
- Google
- G. Books
- G. News
- G. Scholar
- Persée
- Qwant
- (zh) Baidu
- (ru) Yandex
- (wd) trouver des œuvres sur Wikidata

Le centre de recherche et d'innovation sur le sport (CRIS), créé en 1983, est un laboratoire spécialisé dans l'innovation liée au sport dont le siège est situé à Villeurbanne, dans le département du Rhône.
Le laboratoire travaille sous la tutelle de l'université Claude Bernard Lyon 1. Les études sont effectuées par deux équipes de recherche : « Activités physiques et vulnérabilité » (APV) et « Performance Motrice, Mentale et du Matériel » (P3M).